# 飯能看護専門学校
飯能看護専門学校 （はんのうかんごせんもんがっこう）は、埼玉県飯能市にある私立の専修学校である。

## 沿革
- 昭和57年4月1日 飯能准看護婦学校創立。
- 昭和61年4月1日 高等看護科創立に伴い飯能看護専門学校と改称、これを機に高度な医療技術とそれに劣らぬ看護の心を追及する場として、新たなる第一歩をふみ出した。

## 学科
- 高等看護科 2年課程
- 准看護科 2年課程

## 取得できる資格・免許状

### 高等看護科
- 看護師 看護師国家試験受験資格

### 准看護科
- 准看護師 准看護師試験受験資格

## 交通アクセス
- 東飯能駅東口から
  - 徒歩約20分
- 飯能駅北口・東飯能駅西口から
  - 国際興業バス「飯15・双柳循環」にて「双柳」下車徒歩約5分